# Velleguindry-et-Levrecey
Velleguindry-et-Levrecey är en kommun i departementet Haute-Saône i regionen Bourgogne-Franche-Comté i östra Frankrike. Kommunen ligger i kantonen Scey-sur-Saône-et-Saint-Albin som tillhör arrondissementet Vesoul. År 2022 hade Velleguindry-et-Levrecey 156 invånare.

## Befolkningsutveckling
Antalet invånare i kommunen Velleguindry-et-Levrecey
| Referens: INSEE |